# Frantz Granvorka
Frantz Granvorka (Champigny-sur-Marne, 10 marzo 1976) è un ex pallavolista francese.
Giocava nel ruolo di schiacciatore.

## Titoli
- 1999 - Coppa di Francia (Paris Volley)
- 2002 - Bronzo ai Mondiali (Nazionale)
- 2003 - Argento agli Europei (Nazionale)
- 2004 - Coppa di Grecia (Iraklis Salonicco)

### Premi individuali
- 2007 - Serie A1: Miglior servizio[1]